# Grenadyny
Grenadyny (ang. Grenadines) – grupa wysp w Ameryce Środkowej (Indie Zachodnie), w archipelagu Wysp Nawietrznych w Małych Antylach, na północ od Trynidadu. Są położone pomiędzy większymi wyspami Saint Vincent na północnym wschodzie i Grenadą na południowym zachodzie. Zajmują łączną powierzchnię 86 km², a zamieszkuje je około 20 tys. mieszkańców.
Pod względem politycznym wchodzą w skład państw Saint Vincent i Grenadyny (część północna) i Grenada (część południowa).

## Geografia
Grenadyny rozciągają się na 110 km łuku od wyspy Saint Vincent na północnym wschodzie do wyspy Grenada na południowym zachodzie, około 25 procent wysp należy do Grenady. Archipelag składa się z około 30 głównych wysp. Jego geograficzny środek położony jest na wyspie Canouan (12°42′57″N 61°19′52″W/12,715833 -61,331111). Wyspy z północy na południe:
 Saint Vincent i Grenadyny
- Małe wyspy na południe od Saint Vincent:
  - Young Island
  - Rock Fort

- Bequia, ok. 18,0 km², z wyspami:
  - Petit Nevis Island
  - Quatre Island
  - Pigeon Island
  - Bettowia
  - Baliceaux

- Mustique, ok. 5,0 km², z wyspami:
  - Petit Mustique
  - Savan Island
  - The Pillories

- Canouan, ok. 7,5 km², z wyspami:
  - Dove Cay
  - Petit Canouan

- Tobago Cays, ok. 1,5 km², z wyspami:
  - Petit Rameau
  - Baradal
  - Petit Bateau
  - Petit Tabac
  - Jamesby Island

- Mayreau, ok. 3,8 km²

- Union Island, ok. 5,5 km², z wyspami:
  - Palm Island
  - Red Island
  - Frigate Island

- Petit Saint Vincent, ok. 0,46 km², z wyspami:
  - Punaise
  - Morpion Island

 Grenada
- Petite Martinique, ok. 3,7 km²

- Carriacou Island, ok. 34,1 km², z wyspami:
  - Saline Island
  - White Island
  - Fregate Island
  - Large Island
  - Mabouya
  - Sandy Island

- Ronde Island, ok. 8,1 km², z wyspami:
  - Diamond Island
  - Les Tantes
  - Caille Island
  - London Bridge Island

- Małe wyspy na północ od Grenady: Green Island, Sandy Island, Bird Island, Sugar Loaf.

## Historia
Zostały odkryte w 1498 roku przez Krzysztofa Kolumba podczas jego trzeciej wyprawy do Nowego Świata.
W 1997 r. został powołany na Tobago Cays rezerwat przyrody „Tobago Cays Marine Park”. Wyspy te były w rękach prywatnych od 1700 roku, Saint Vincent i Grenadyny nabył ten teren w 1999 roku i włączył go do rezerwatu przyrody.
W 2002 r. na wyspie Petit Tabac z grupy Tobago Cays został nakręcony film Piraci z Karaibów: Klątwa Czarnej Perły.
W 2004 r. Grenadyny zostały wstępnie zaproponowane na Listę Światowego Dziedzictwa UNESCO.